# Sphaeramene polytylotos
Sphaeramene polytylotos là một loài chân đều trong họ Sphaeromatidae. Loài này được Barnard miêu tả khoa học năm 1914.